# Сеанс йоги
«Сеанс йоги» (англ. «The Yoga Play») — пятый эпизод третьего сезона американского драматического телесериала «Родина», и 29-й во всём сериале. Премьера состоялась на канале Showtime 27 октября 2013 года.

## Сюжет
Сол вводит Куинна в курс событий миссии с Кэрри и говорит ему наблюдать за ней. Он говорит ему, что они думают, что Маджид Джавади, кажущийся организатор взрыва в Лэнгли, прибудет в страну. Мы также узнаём, что Сола рассматривают на должность директора ЦРУ и ожидается, что ему это скажут официально на охотничьем пристанище.
Джессика умоляет Кэрри помочь ей найти Дану и Лео. Кэрри звонит агенту ФБР Холлу. Когда он отказывает ей, она говорит Максу организовать «сеанс йоги»: Кэрри пойдёт на класс йоги, где женщина, похожая на неё, будет действовать в качестве приманки, чтобы Кэрри смогла избавиться от наблюдения. Кэрри затем натыкается на Куинна, который говорит ей, что одна из команд по наблюдению за ней выяснит, что она делает, и её убьют. Не испугавшись, Кэрри идёт с опережением плана, и противостоит Холлу в кафетерии. Она предупреждает, что если он не найдёт Дану, она позаботится о том, чтобы он заплатил за свою неудачу.
Дана предлагает Лео найти место, где никто не знает их. Когда они останавливаются заправиться, она видит репортаж об их исчезновении и узнаёт, что Лео подозревают в смерти его брата, про что он сказал ей, что это было самоубийство. Когда она противостоит ему, он признаёт, что смерть его брата была по его вине; они играли в игру с пистолетом их отца, и он выстрелил. Дана в ярости из-за того, что Лео обманул её, и машет полицейской машине, чтобы она смогла уехать домой. Она говорит маме и брату, что она в порядке, но не сдерживает слёзы, когда она у себя в комнате.
На пристанище, сенатор Локхарт раскрывает, что он, а не Сол, будет выдвинут президентом в качестве нового директора ЦРУ. Он предупреждает Сола, что он будет уволен, если он не пойдёт вместе с реформами. Узнав, что сделала Кэрри, Сол говорит ей, что агенты Джавади заставили её сделать это, пока она говорила с Холлом, и что операция была нарушена. Когда объявляется номинация Локхарта, Сол предлагает импровизированный тост, в котором он ясно даёт понять, что его не волнует назначение. Сол возвращается домой на день раньше, чем ожидалось, и находит свою жену, ужинающую с бывшим коллегой. Он игнорирует её и идёт наверх.
Наблюдая за её домом, Куинн звонит Кэрри и они говорят, спалили ли её, и она вешает трубку. Тогда же, трое мужчин врываются в квартиру Кэрри и обыскивают её на наличие жучков. Чувствуя что-то неладное, Куинн звонит Солу, который приказывает ему держать дистанцию. Куинн тем не менее входит в дом и видит, что Кэрри пропала. Он рассказывает об этом Солу, который облегчён: это значит, что миссия всё ещё действует.
Кэрри отводят, с завязанными глазами, в маленькую комнату, где находится оборудование для допроса. Её похитители снимают повязку, и она обнаруживает себя лицом к лицу с Джавади, который говорит ей: «Вы в хорошей форме. Наверно, дело в йоге.»

## Производство
Кларк Джонсон стал режиссёром эпизода, что стало его второй режиссёрской работой сезона после «Башни Давида». Соисполнительный продюсер Патрик Харбинсон написал сценарий к эпизоду, что стало его первым сценарием в сериале.

## Реакция

### Реакция критиков
Критики, выражая положительные отзывы об эпизоде в целом, продолжили выражать недовольство по поводу доминирующей роли продолжительного сюжета между Даной и её парнем. Тодд Вандерверфф из The A.V. Club назвал его «немного пресным эпизодом со слишком большим акцентом на сюжет, который просто не сработал, но в те последние минуты, он находит толчок волнения, который, будем надеяться, пройдёт на следующей неделе.»

### Продакт-плейсмент
Продакт-плейсмент GoPro, используемого ЦРУ в качестве технологии для слежки, был встречен с критикой, так это было недостоверно.

### Рейтинги
Эпизод посмотрели 2 миллиона зрителей во время первого показа, что стало ростом в просмотре по сравнению с предыдущими эпизодами сезона.